# Krzysztof Konaszewski
Krzysztof Marek Konaszewski (ur. 11 grudnia 1952) – polski menedżer, inżynier i urzędnik państwowy, doktor nauk technicznych, w latach 1997–1999 podsekretarz stanu w Ministerstwie Skarbu Państwa.

## Życiorys
Syn Henryka, zamieszkał w Warszawie. W 1976 ukończył studia z mechatroniki na Politechnice Warszawskiej, następnie do 1987 pozostawał asystentem na tej uczelni. Obronił doktorat z nauk technicznych na podstawie pracy pt. Badanie procesów zmęczeniowych stali prądami wirowymi. Pracował następnie na stanowiskach kierowniczych w prywatnych spółkach, od 1991 do 1992 był też wiceprezesem Agencji Rozwoju Przemysłu i prezesem Centrum Rozwoju Przedsiębiorczości.
Od 1 grudnia 1997 do 28 lutego 1999 pełnił funkcję podsekretarza stanu w Ministerstwie Skarbu. Powrócił następnie do działalności prywatnej, pełnił funkcje prezesa kolejno: Stoen, Unitex Import-Eksport i PGE Energia Odnawialna. Został też wiceprezesem PGNiG Energia i Krajowego Funduszu Poręczeniowego oraz dyrektorem zarządzającym w spółce Aiz. Działał także jako ekspert ds. energetycznych Platformy Obywatelskiej.